# Brudsporre
Brudsporre, Gymnadenia conopsea (L.) är en orkidé vars blomdoft påminner om klöver eller nejlikor. 

## Beskrivning
Blommans läpp är tredelad och sporren är lång. På ömse sidor om sporrens mynning finns de stora, svagt rosenfärgade märkesytorna, och ovanför dem en stor ståndare med ett litet äggformigt ståndarrudiment på vardera sidan. Kronbladen är rödvioletta. I den täta blomställningen finns mellan 20 och 80 blommor. Bladen är lansettlika och smala.
Brudsporre blommar från maj till augusti. Den är fridlyst i hela Sverige.
Kromosomtalet är 2n = 40.

## Habitat
Brudsporrens naturliga utbredningsområde är i norra Europa  samt stora delar av Alperna. Arten hittas även i stora delar av Asien norr om Himalaya. Brudsporren växer i större delen av Sverige men är vanligare i södra och mellersta Sverige. Detta beror på att det finns fler lämpliga växtplatser i södra och mellersta Sverige än det finns i norra Sverige.

### Utbredningskartor
- Norden 
  - På Hardangervidda når brudsporre 1 400 m ö h, i Tromsø 500 m ö h.
- Norra halvklotet

## Biotop
Fuktig kalkrik mark, i ängar, betesmarker och kalkkärr.

## Etymologi
- Släktnamnet Gymnadenia kommer av grekiska gymnos = naken och aden = körtel.
- Artepitetet conopsea kommer av grekiska konops = mygga + latin opsis = liknande. Namnet betyder alltså myggliknande och sägs syfta på blomformen. Hur pass myggliknande en blomma synes vara, kan diskuteras.

## Bygdemål
| Namn                  | Trakt                 | Referens | Kommentar                           |
| --------------------- | --------------------- | -------- | ----------------------------------- |
| Jomfru Marie brudgran | Värmland              | [ 2 ]    |                                     |
| Brudgran              |                       | [ 3 ]    |                                     |
| Brudsporreblomma      |                       | [ 3 ]    |                                     |
| Vanlig brudsporre     |                       | [ 3 ]    | Gymnadenia conopsea var. conopsea   |
| Praktsporre           | Gotland, Skåne, Öland | [ 3 ]    | Gymnadenia conopsea var. densiflora |

## Bilder

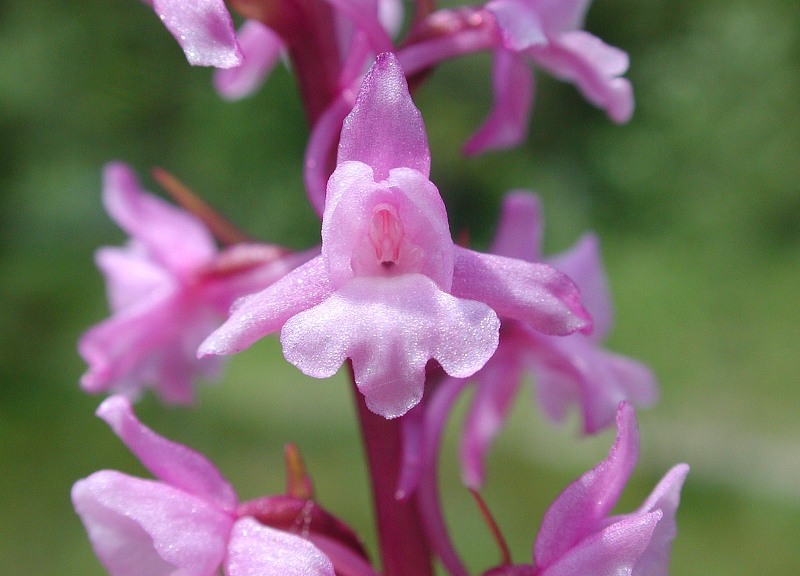
Inte särskilt myggliknande
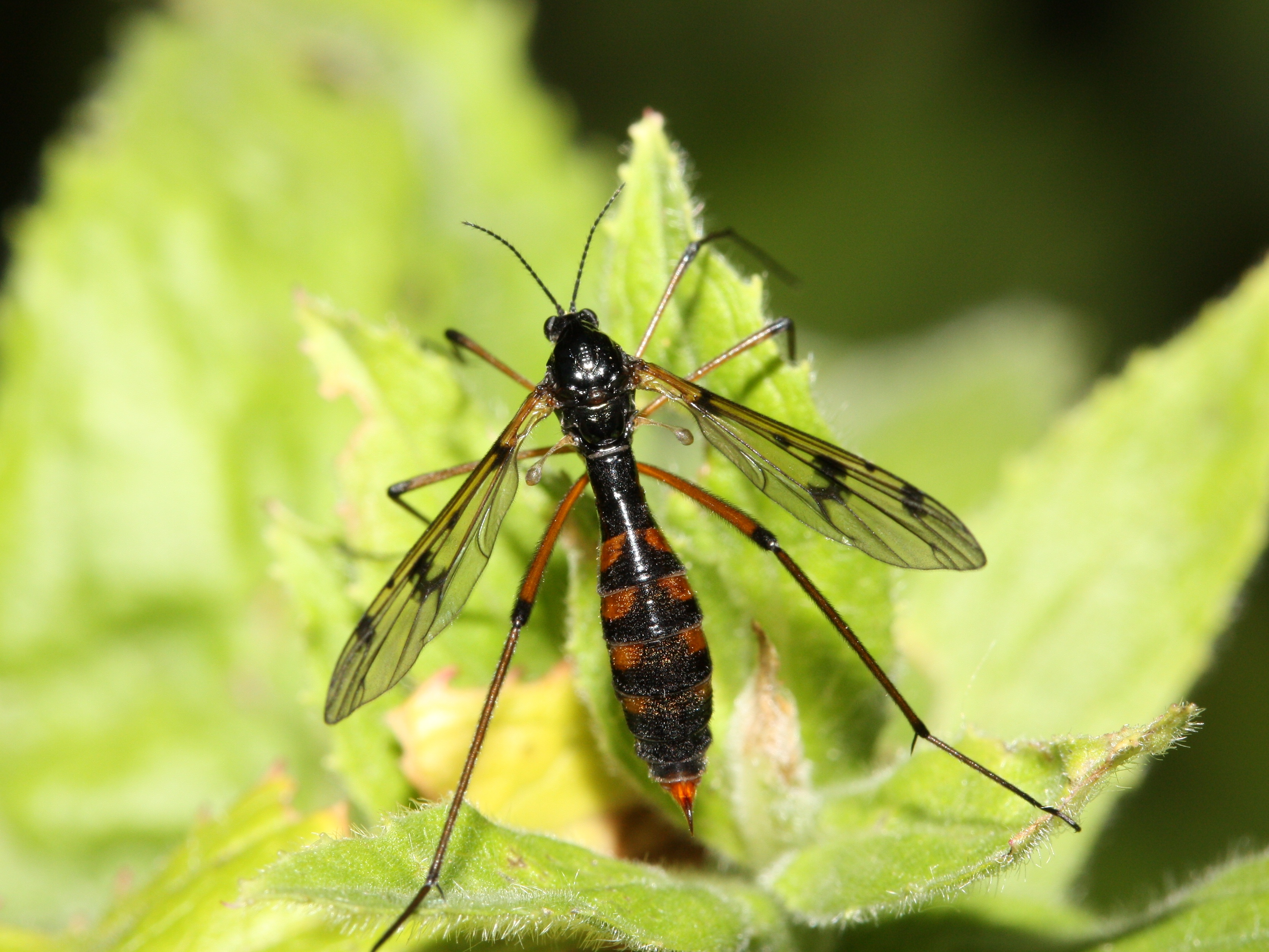
Mygga (Ptychoptera contaminata)
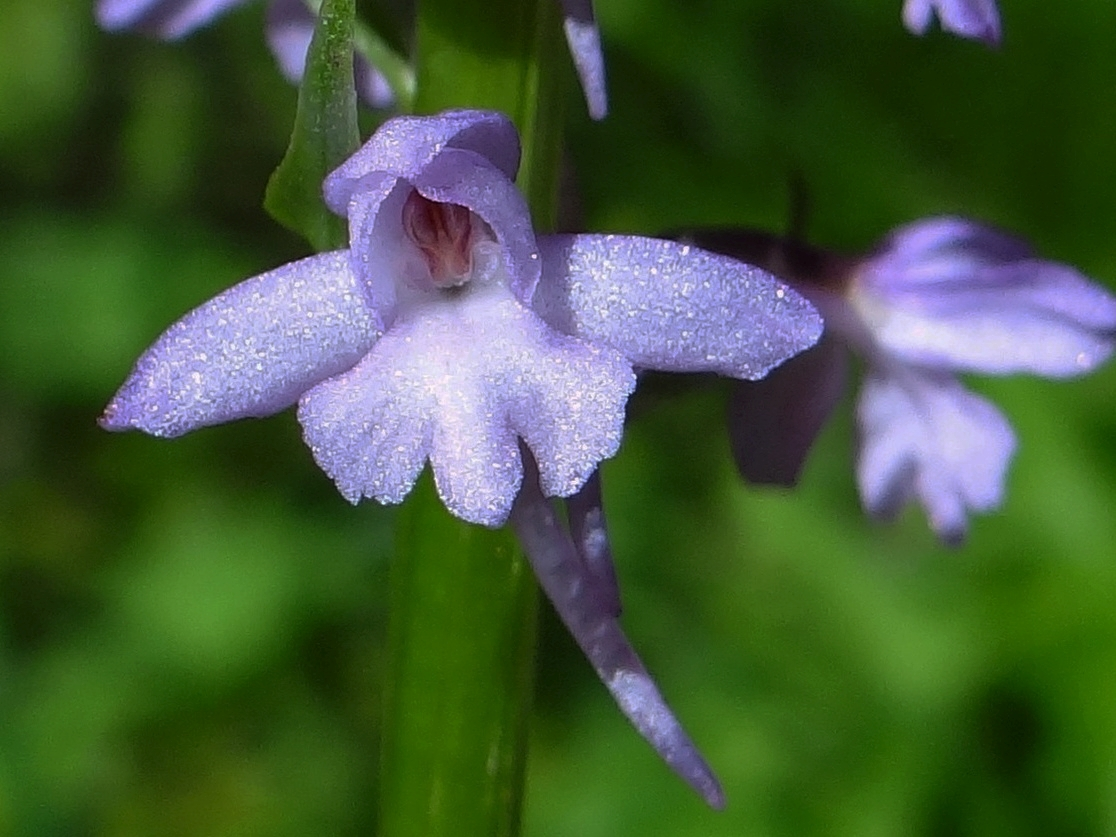
Med lite fantasi kan kanske tyckas likna en mygga